# Enicospilus iangauldi
Enicospilus iangauldi es una especie de insecto del género Enicospilus de la familia Ichneumonidae del orden Hymenoptera.

## Historia
Fue descrita científicamente por primera vez en el año 2005 por Fernandez Triana.